# Melani Costa
Pour les articles homonymes, voir Costa.
Melanie Felicitas Costa Schmid (née le 24 avril 1989 à Palma de Majorque en Espagne) est une nageuse espagnole spécialiste des épreuves de nage libre. Elle compte à son palmarès un titre mondial en petit bassin ainsi que deux autres médailles mondiales.

## Biographie
Melani Costa Schmid remporte sa première médaille mondiale en 2013 lors des championnats du monde 2013 disputés « à domicile » à Barcelone. L'Espagnole remporte l'argent sur le 400 mètres nage libre en 4 minutes 2 secondes 47 derrière l'Américaine Katie Ledecky qui passe sous les quatre minutes. Elle bat à cette occasion son record personnel sur la distance.

## Palmarès

### Jeux olympiques
| Épreuve / Édition                | Pékin 2008                   | Londres 2012                      | Rio 2016                     |
| 200 mètres nage libre            | 18e des séries 1 min 59 s 50 | 9e des demi-finales 1 min 57 s 76 | 19e des séries 1 min 58 s 19 |
| 400 mètres nage libre            | -                            | 9e des séries 4 min 6 s 75        | 17e des séries 4 min 8 s 96  |
| Relais 4 × 100 mètres nage libre | -                            | -                                 | 13e des séries 3 min 40 s 46 |
| Relais 4 × 200 mètres nage libre | 14e des séries 8 min 0 s 90  | 10e des séries 7 min 54 s 59      | 16e des séries 8 min 3 s 74  |

### Championnats du monde

#### En grand bassin
- Championnats du monde 2013 à Barcelone (Espagne) :
  -  Médaille d'argent du 400 m nage libre.

#### En petit bassin
- Championnats du monde en petit bassin 2012 à Istanbul (Turquie) :
  -  Médaille d'or du 400 m nage libre.
  -  Médaille de bronze du 200 m nage libre.

### Championnats d'Europe

#### En grand bassin
- Championnats d'Europe 2016 à Londres (Royaume-Uni) :
  -  Médaille d'argent au titre du relais 4 x 200 m nage libre.

#### En petit bassin
- Championnats d'Europe 2010 à Eindhoven (Pays-Bas) :
  -  Médaille d'argent du 400 m nage libre.

- Championnats d'Europe 2011 à Szczecin (Pologne) :
  -  Médaille d'argent du 200 m nage libre.
  -  Médaille de bronze du 400 m nage libre.
  -  Médaille de bronze du 800 m nage libre.

## Records

### Records personnels
Ces tableaux détaillent les records personnels de Melani Costa Schmid.
| Épreuve          | Temps         | Compétition                | Lieu               | Date       |
| 200 m nage libre | 1 min 56 s 19 | Championnats du monde 2013 | Barcelone, Espagne | 30/07/2013 |
| 400 m nage libre | 4 min 2 s 47  | Championnats du monde 2013 | Barcelone, Espagne | 28/07/2013 |

| Épreuve          | Temps         | Compétition         | Lieu                | Date       |
| 200 m nage libre | 1 min 52 s 52 | Coupe du monde 2013 | Berlin, Allemagne   | 10/08/2013 |
| 400 m nage libre | 3 min 56 s 84 | Coupe du monde 2013 | Eindhoven, Pays-Bas | 08/08/2013 |